# Jonathan Carlstedt
Jonathan Carlstedt (* 19. Oktober 1990 in Itzehoe) ist ein deutscher Schachspieler, -trainer und -autor.

## Trainertätigkeit
Carlstedt wurde 2011 der Titel eines FIDE Instructors verliehen. Zu seinen Schülern gehörten unter anderem Josefine Heinemann, Dmitrij Kollars, Thorben Koop und Filiz Osmanodja, bei der Schacholympiade 2018 war er Kapitän der deutschen Frauenmannschaft. Von November 2019 bis 2023 war Jonathan Carlstedt hauptamtlicher Trainer der Schachabteilung von Werder Bremen.

## Erfolge
Carlstedt belegte bei der deutschen Jugendeinzelmeisterschaft 2008 in der Altersklasse U18 den zweiten Platz und qualifizierte sich damit für die Jugendweltmeisterschaft in Vũng Tàu, bei der er mit 5,5 Punkten aus 11 Partien im Mittelfeld landete. Seit 2011 ist er Internationaler Meister, die erforderlichen Normen erfüllte er im August 2010 beim Politiken Cup in Helsingør, im September 2011 beim Ciutat de Sabadell in Sabadell sowie im Januar 2011 bei einem Großmeisterturnier des Hamburger SK. Jonathan Carlstedt erfüllte beim Chess House GM 2015 in Aarhus, beim Tradewise Gibraltar Chess Festival 2017 sowie in der 1. deutschen Bundesliga 2017/18 Normen für den Titel eines Großmeisters. Im Juli 2021 gewann Carlstedt in Magdeburg den Dähne-Pokal.

## Vereine
In der 1. Bundesliga hatte Carlstedt seine ersten Einsätze in der Saison 2010/11 für den Hamburger SK, später spielte er in dieser Klasse in der Saison 2012/13 für den Wiesbadener SV, von 2014 bis 2019 erneut für den Hamburger SK, mit dem er auch am European Club Cup 2015 teilnahm. In der Saison 2021/22 spielt Carlstedt mit der zweiten Mannschaft des SV Werder Bremen in der 2. Bundesliga, er hat auch schon in der Landesliga Hamburg für den SK Marmstorf und den SV Diagonale Harburg gespielt.

## Sonstiges
Sein Vater Matthias Bach trägt den Titel eines FIDE-Meisters und hat drei Normen für den Titel eines Internationalen Meisters erfüllt. Carlstedt ist verheiratet und Vater dreier Kinder.

## Werke
- Die Englische Eröffnung 1.c4. SV Unternehmergesellschaft, Seevetal 2010, ISBN 978-3-9813551-0-9.
- Die große Schachschule: vom Anfänger zum Turnierspieler. Humboldt, Hannover 2012, ISBN 978-3-86910-197-2.
- Die Tarrasch-Verteidigung. ChessMo GmbH, Seevetal 2013, ISBN 978-3-9813551-3-0.
- Die große Schachschule: wie Sie aus Fehlern der Großmeister lernen. Humboldt, Hannover 2013, ISBN 978-3-86910-270-2.
- Die kleine Schachschule : Regeln, Strategien und Spielzüge verständlich erklärt. Humboldt, Hannover 2014. ISBN 978-3-86910-209-2.